# طوطی گلی سبز
طوطی گلی سبز یا طوطی دم‌پهن سبز (نام علمی: Platycercus caledonicus) نام یک گونه از سرده طوطی‌های دم‌پهن است.